# Lista de prefeitos de Tonantins
Esta é a lista de prefeitos do Município de Tonantins, estado brasileiro do Amazonas.
| Nº | Nome                                                                           | Imagem                         | Partido                                          | Vice-prefeito e partido                   | Início do mandato               | Fim do mandato                          | Observações |
| 1  | Roberto Valle                                                                  |                                | Partido Democrático Social PDS                   | Carlos Alberto Antunes (PDS)              | 1° de janeiro de 1983           | 31 de dezembro de 1988                  | Primeiro prefeito eleito diretamente por voto popular no contexto do final da Ditadura Militar de 1964.                                               |
| 2  | Fernando Pinheiro de Sousa                                                     |                                | Partido Democrático Social PDS                   | Antônio Tonatti Mendes                    | 1° de janeiro de 1989           | 31 de dezembro de 1992                  | Segundo prefeito eleito diretamente por voto popular e primeiro após a vigência da Constituição Federal de 1988.                                      |
| 3  | Sérgio Santana                                                                 |                                | Partido do Movimento Democrático Brasileiro PMDB | Hebert Araújo                             | 1° de janeiro de 1993           | 31 de dezembro de 1996                  | Prefeito eleito em sufrágio universal |
| 4  | Renato Bravo Camillo                                                           |                                | Partido da Frente Liberal PFL                    | Edgar Mendes de Brito                     | 1° de janeiro de 1997           | 31 de dezembro de 2000                  | Prefeito eleito em sufrágio universal |
| 5  | Fábio da Silva Cabral (Benjamin Constant, 16.07.1965–Rio Amazonas, 20.12.2008) |                                | Partido do Movimento Democrático Brasileiro PMDB | Wilson da Silveira                        | 1° de janeiro de 2001           | 31 de dezembro de 2004                  | Prefeito eleito em sufrágio universal |
| 6  | Jorge Amazonas Azevedo (Tonantins, 08.01.1959–)                                |                                | Partido do Movimento Democrático Brasileiro PMDB | Santíssimo Rocilene "Val" Cordovil (PL)   | 1° de janeiro de 2005           | 31 de dezembro de 2008                  | Prefeito eleito em sufrágio universal |
| 7  | Fábio da Silva Cabral (Benjamin Constant, 16.07.1965–Rio Amazonas, 20.12.2008) |                                | Partido Popular Socialista PPS                   | Simeão Garcia do Nascimento "Zebra" (DEM) | diplomado, porém não empossado. | diplomado, porém não empossado.         | Prefeito eleito em sufrágio universal e diplomado pelo TRE-AM, faleceu antes da posse, vindo a ser substituído pelo vice-prefeito eleito em sua chapa |
| 8  | Simeão Garcia do Nascimento "Zebra" (Tonantins, 08.10.1967–)                   |                                | Democratas DEM                                   | não aplicável                             | 1° de janeiro de 2009           | 31 de dezembro de 2012                  | Vice-prefeito eleito em sufrágio universal, assumiu o cargo em definitivo por sucessão após o falecimento do titular                                  |
| 8  | Simeão Garcia do Nascimento "Zebra" (Tonantins, 08.10.1967–)                   | Partido Social Democrático PSD | Mauro Jorge Braga Azevedo (PMDB)                 | 1° de janeiro de 2013                     | 31 de dezembro de 2016          | Prefeito reeleito em sufrágio universal | |
| 9  | Lázaro de Souza Martins "Curica" Tonantins, (11.02.1963–)                      |                                | Partido Progressista PP                          | Rosilene Pinto de Araújo "Valdiza" (PROS) | 1° de janeiro de 2017           | 31 de dezembro de 2020                  | Prefeito eleito em sufrágio universal |
| 10 | Francisco Sales de Oliveira (Manacapuru, 29.01.1967–)                          |                                | Republicanos REP                                 | Suelem Lofiego Ribeiro (PSC)              | 1° de janeiro de 2021           | 31 de dezembro de 2024                  | Prefeito eleito em sufrágio universal |
| 10 | Francisco Sales de Oliveira (Manacapuru, 29.01.1967–)                          | Medonei Ramires Leão (PT)      | Republicanos REP                                 | 1° de janeiro de 2025                     | Atualidade                      | Prefeito eleito em sufrágio universal   | |